# Mark Spicoluk
Mark Spicoluk, noto anche con lo pseudonimo di London (Ajax, 2 giugno 1979), è un bassista e produttore discografico canadese.

## Biografia
È stato il bassista originario dei Sum 41, dal 1996 al 1999, sostituito poi da Jason McCaslin. Successivamente ha suonato con Avril Lavigne fino al 2002. Membro dei Closet Monster, gruppo indie-punk rock canadese, ha lasciato la band l'8 dicembre 2005. Appare nel video di Avril Lavigne Sk8er Boi.
Ha fondato una casa discografica indie/punk rock, la Underground Operations.